# Treptowers
Die Treptowers sind ein Gebäudekomplex mit einem markanten Hochhaus im Ortsteil Alt-Treptow von Berlin. Die 1998 fertiggestellten Bauten stehen direkt an der Spree. Der Name Treptowers ist eine Haplologie aus Treptow und dem englischen Wort für Turm: tower.

## Entstehungsgeschichte und Architektur
Der Komplex Treptowers besteht aus insgesamt vier Gebäuden und ist das Ergebnis eines 1993 veranstalteten Wettbewerbs, den der Architekt Gerhard Spangenberg gewonnen hatte. Im weiteren Verlauf für die Errichtung wurde eine projektbezogene Gemeinschaft mit den Büros Schweger und Partner sowie Reichel + Stauth aus Braunschweig gebildet, die die Feinplanungen und Bauten ausführte.
Der mit 125 Metern Höhe weithin sichtbare Gebäudeteil des eigentlichen Towers steht direkt an der Spree nahe der Elsenbrücke. Er war bis zur Fertigstellung des rund einen Kilometer spreeabwärts stehenden 142 Meter hohen East Side Towers das höchste Bürogebäude Berlins und stellt weiterhin im Spreeraum eine deutliche Stadtmarke dar, die als städtebauliche Dominante im Spreetal aus Blickrichtung Mitte schon von weitem sichtbar ist und damit das Ende der dichten Innenstadtbebauung markiert. So kann er beispielsweise auch vom Aussichtsturm des fast 40 Kilometer entfernten Löwendorfer Berges bei Trebbin gesehen werden.
Architektonisch handelt es sich dabei um ein Punkthochhaus auf quadratischem Grundriss mit leichter vorgehängter Stahl-Glas-Fassade. Im unteren Drittel sind die Kanten mit Natursteinen verkleidet, die einen Bezug zur Gebäudehöhe der Altbauten herstellen.

## Nutzungen

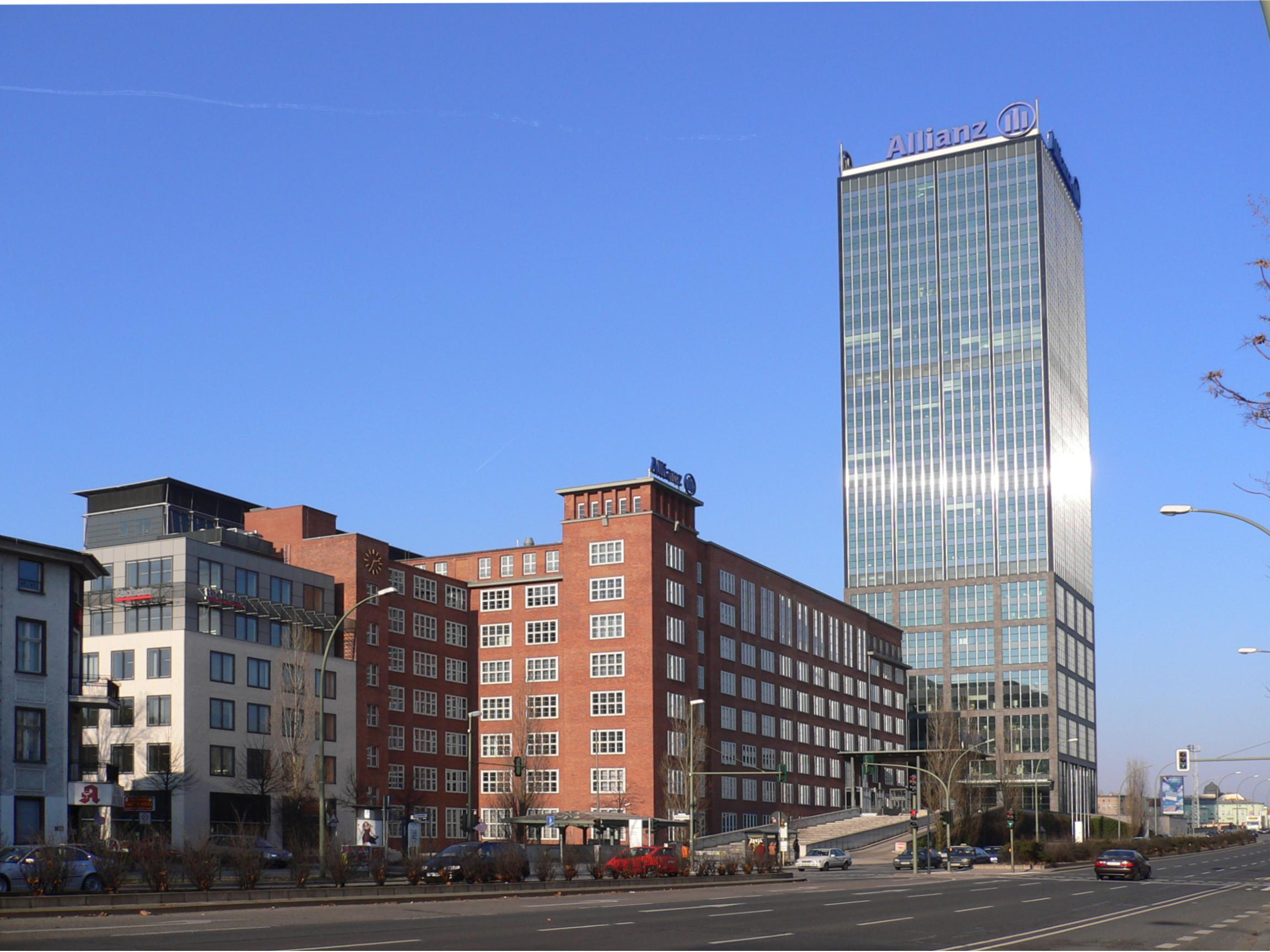
Treptowers mit angrenzendem alten Gebäudekomplex

Der 500 Millionen Euro teure Komplex integriert die Gebäude der ehemaligen Elektro-Apparate-Werke, die ab 1926 von der AEG gebaut worden waren. Nach dem Zweiten Weltkrieg und der Enteignung wurden aus dem Werk die VEB Elektro-Apparate-Werke Berlin-Treptow, ein Volkseigener Betrieb in der DDR. In den denkmalgeschützten Gebäuden wurde bis 1995 produziert.
Als Projektentwickler und Bauherr der neuen Bürogebäude trat die Roland Ernst Städtebau GmbH auf. Nach Fertigstellung übernahm die Allianz SE die Gebäude als Berliner Zweigstelle des Unternehmens. Die Allianz hat den Komplex 2011 verkauft, schloss jedoch mit dem Erwerber einen Mietvertrag ab. Im Jahr 2013 wurde die Immobilie erneut weiterverkauft, der Mietvertrag für die Allianz wurde auf das Jahr 2019 fixiert. Die Berliner Zeitung nannte einen Verkaufspreis von ca. 70 Millionen Euro.
Als neuen Berliner Filialsitz ließ die Allianz einen Neubau, für den am 22. September 2016 der Grundstein gelegt wurde, in Adlershof am Rande der WISTA errichten und konnte ihn Mai 2019 beziehen.
Seit 2024 unterhält die Deutsche Rentenversicherung (DRV) Bund einen Standort in dem Gebäudekomplex.
In den Treptowers existiert eine Dauerausstellung mit über 500 Kunstwerken zeitgenössischer Künstler. Zudem unterhält das Bundeskriminalamt eine Zweigstelle innerhalb des Gebäudes.
Auf dem Dach des Gebäudes befindet sich seit 2017 eine Sendeanlage für UKW-Rundfunk, die für temporären Veranstaltungsrundfunk auf der Frequenz 106,4 MHz genutzt wird.

## Umgebendes

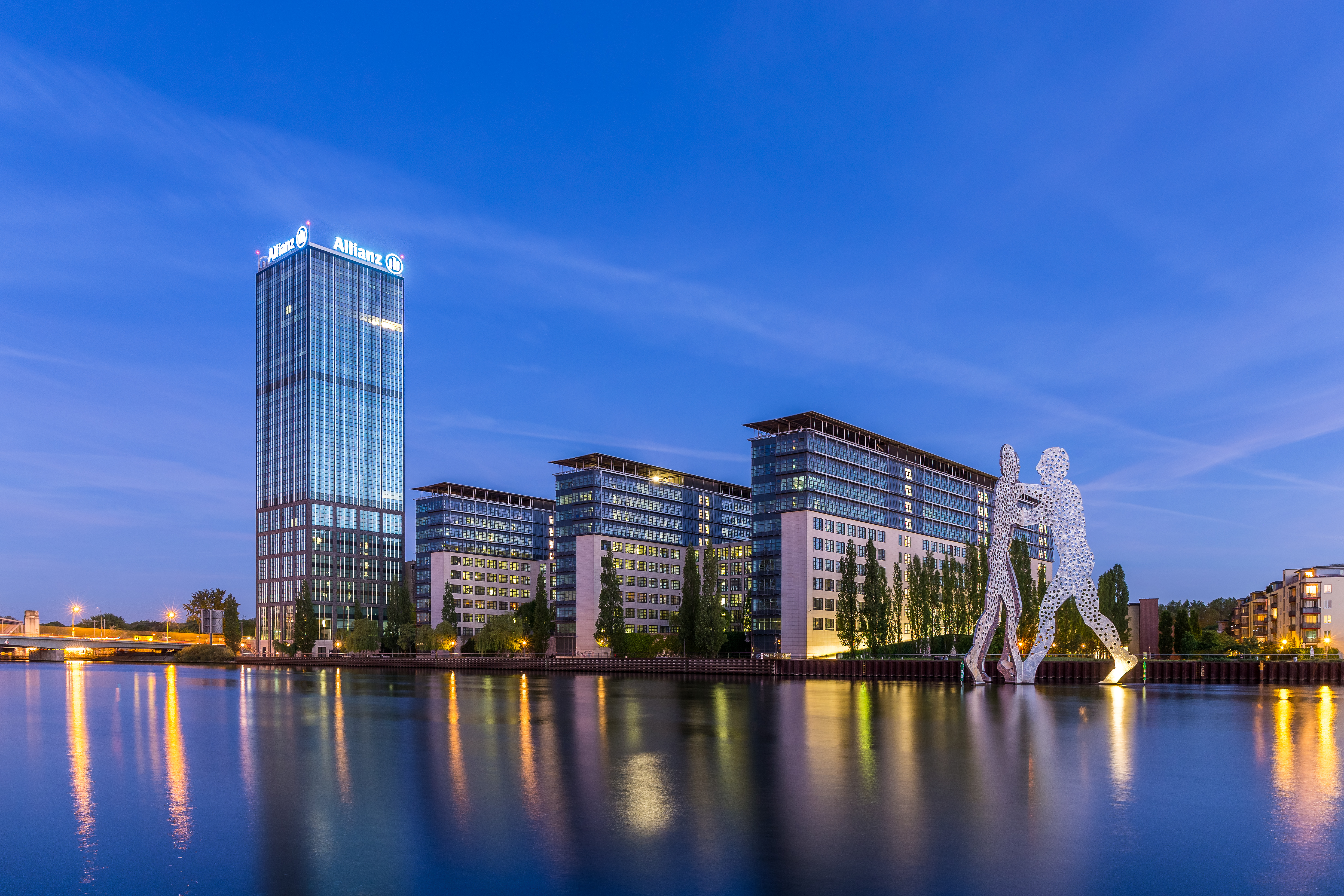
Treptowers von der Spree aus gesehen

Beim Erstbezug waren die (Ende 2021 entfernten) „Allianz“-Leuchtbuchstaben auf dem Dach um die 15 m hoch, mussten aber wegen zu starker Lichtabgabe vor allem für den Flugverkehr auf acht Meter verkleinert werden.
Vor dem Gebäude steht in der Spree die 30 m hohe Skulptur Molecule Man von Jonathan Borofsky, deren drei Figuren das Zusammentreffen der drei Ortsteile Treptow, Kreuzberg und Friedrichshain hier an dieser Stelle symbolisieren.